# Вашингтон, Коквис
Коквис Макебра Вашингтон (англ. Coquese Makebra Washington; род. 17 января 1971 года, Флинт, Мичиган, США) — американская профессиональная баскетболистка, выступавшая в женской национальной баскетбольной ассоциации. Не выставляла свою кандидатуру на драфт ВНБА 1997 года, но ещё до начала следующего сезона подписала контракт с клубом «Нью-Йорк Либерти». Играла на позиции разыгрывающего защитника. Во время спортивной карьеры вошла в тренерский штаб родной команды NCAA «Нотр-Дам Файтинг Айриш». В настоящее время является главным тренером студенческой команды «Ратгерс Скарлет Найтс».

## Ранние годы
Коквис Вашингтон родилась 17 января 1971 года в городе Флинт, штат Мичиган, у неё есть два брата, Амир и Деандре, и четыре сестры, Индия, Стефани, Кеньятта и Кортни, а училась она там же в Центральной средней школе, в которой выступала за местную баскетбольную команду.